# Traquet de Shalow
Oenanthe lugubris · Traquet d'Abyssinie
Espèce
Synonymes
- Oenanthe lugens lugubris[1]

Le Traquet de Shalow (Oenanthe lugubris), aussi appelé Traquet d'Abyssinie, est une espèce de passereaux appartenant à la famille des Muscicapidae.

## Nomenclature
Son nom commémore l'ornithologue amateur allemand Hermann Schalow (1852-1925). 

## Description
Cet oiseau mesure de 14 à 16 cm.

## Habitat et biologie
Cette espèce vit dans des zones plutôt rocheuses, avec une végétation de type bush. Elle se rencontre de 800 à 3 000 m d'altitude.
Elle se nourrit principalement de fourmis, mais également de scarabées, sauterelles, papillons…
La saison de reproduction va de mars à août en Éthiopie et d'octobre à juillet au Kenya. Le nid est construit dans des cavités dans des falaises, murs… La femelle pond de 1 à 3 œufs.

## Répartition et sous-espèces
Selon la classification de référence du Congrès ornithologique international (15.1, 2025) :

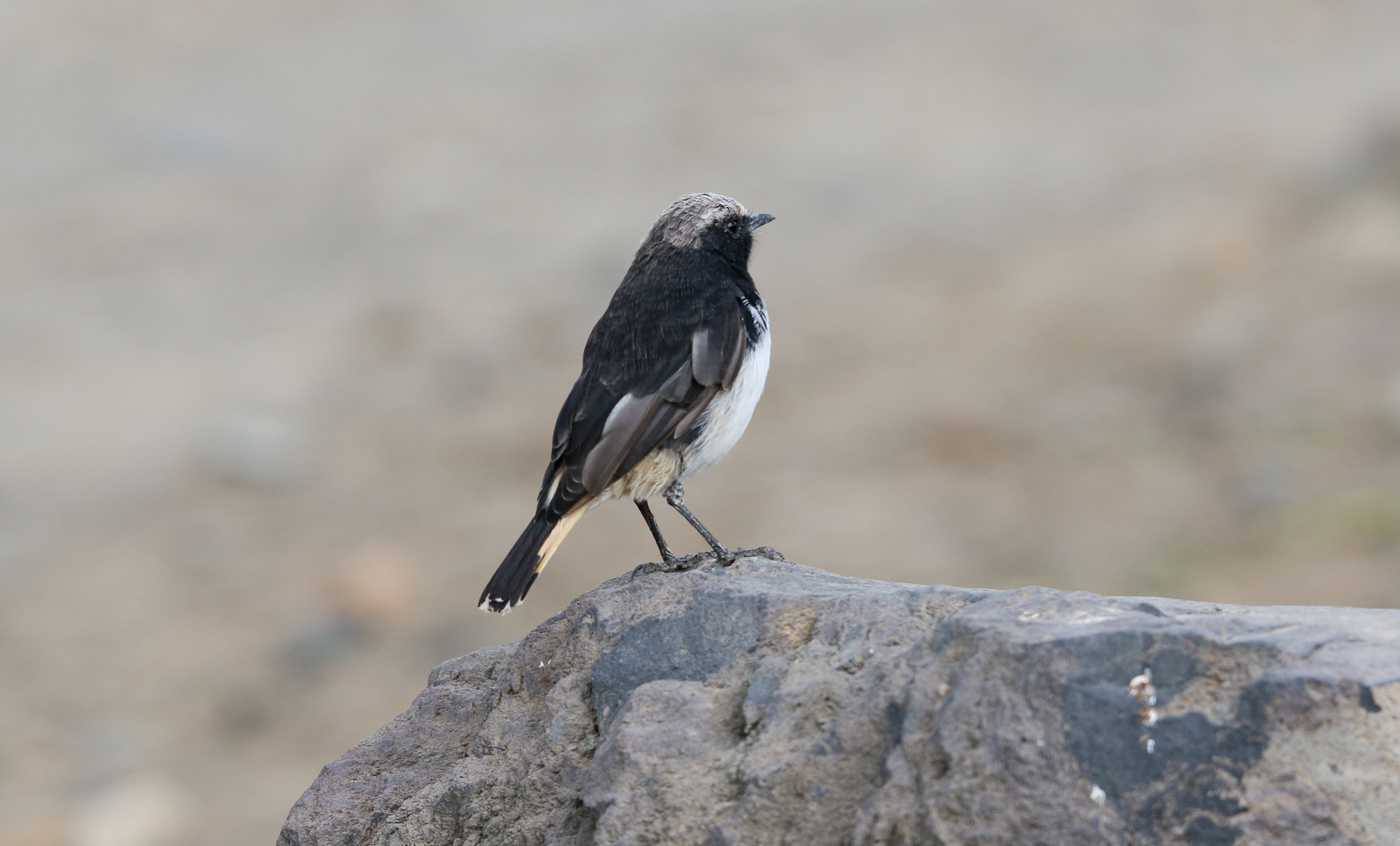
La sous-espèce O. l. schalowi.

- O. l. vauriei Meinertzhagen, 1949 — nord-est de la Somalie ;
- O. l. lugubris (Rüppell, 1837) — de l'Érythrée au centre de l'Éthiopie ;
- O. l. schalowi (Fischer & Reichenow, 1884) — au sud du Kenya et au nord-est de la Tanzanie.